# Cyberpunk
Cyberpunk er en postmoderne science fiction-genre, der kombinerer avanceret videnskab såsom informationsteknologi og kybernetik med et element af sammenbrud og omvæltning i samfundsordenen. Cyberpunk-fortællinger foregår ofte på Jorden i en nær fremtid med fokus på hackere, kunstig intelligens og såkaldte "megakorporationer".